# Antonio de Miquel y Costas
Antonio de Miquel y Costas (f. 1927), I marqués de Pobla de Claramunt, fue un noble y empresario español.

## Biografía
Industrial catalán, fue un empresario papelero y fundador junto con su hermano Lorenzo del grupo Miquel y Costas & Miquel. También fue propietario del castillo de Claramunt (en La Pobla de Claramunt, Barcelona).
Fue hecho I marqués de Pobla de Claramunt por Alfonso XIII de España el 27 de abril de 1925, publicado el 14 de diciembre de 1925.

## Matrimonio y descendencia
Casó con Balbina Mas y Santacana, de quien tuvo por lo menos una hija: 
- Enriqueta de Miquel y Mas (f. 1978), II marquesa de Pobla de Claramunt (1927), casada con Ignacio Escasany y Ancel, de quien tuvo por lo menos dos hijas: 
  - María del Carmen Escasany y Miquel, III marquesa de Pobla de Claramunt (1978)
  - Enriqueta Escasany y Miquel (Málaga, 13 de octubre de 1925-Madrid, 16 de mayo de 1962), casada en Madrid el 4 de octubre de 1942 con Francisco de Paula Enrique María Luis de Borbón y Borbón (Santander, 16 de noviembre de 1912-Villaviciosa de Odón, 18 de noviembre de 1995), de quien fue primera esposa, que renunció al título de V duque de Sevilla en favor de su hijo, hijo de Francisco de Paula María Enrique Alfonso José Rafael Miguel Gabriel de Borbón y la Torre y de su esposa y prima hermana Enriqueta Isabel Josefina Alfonsa Marta María Elena Luisa Carlota de Borbón y Parade, IV duquesa de Sevilla, y tuvieron, entre otros, a Francisco de Paula Enrique de Borbón y Escasany, V duque de Sevilla.